# Земсков (посёлок)
Земсков — посёлок в Бугурусланском районе Оренбургской области в составе Русскобоклинского сельсовета.

## География
Находится на расстоянии менее 7 километров по прямой на север от центра сельсовета села Русская Бокла.

## Население
Население составляло 94 человека в 2002 году (русские 97 %), 67 по переписи 2010 года.